# 中国人民解放军火箭军第六十七基地
中国人民解放军火箭军第六十七基地，位于陕西省宝鸡市，是中国人民解放军火箭军基地。中央核武儲存區，負責附近地下洞庫以及各基地區核彈頭的儲存與處理。

## 沿革
1958年9月，在中国人民解放军商丘步校的基础上，在青海省海晏县组建中国人民解放军0674部队，隶属中央军委。1965年转隶国防科工委。1969年，部队移驻陕西省。1980年，转隶中国人民解放军第二炮兵，称中国人民解放军第二炮兵第二十二基地（代号中国人民解放军80310部队，后来改为中国人民解放军96401部队）。机关设司令部、政治部、后勤部、装备技术部。2016年，在深化国防和军队改革中，改为中国人民解放军火箭军第二十二基地。
2017年4月18日，中共中央总书记、国家主席、中央军委主席习近平在北京八一大楼接见新调整组建的84个军级单位主官，并对各单位发布训令；中共中央政治局委员、中央军委副主席许其亮宣读习近平主席签发的中央军委关于调整组建军兵种部队和省军区系统军级单位的命令、决定。在这次军级单位调整组建中，以中国人民解放军火箭军第二十二基地为基础，调整组建中国人民解放军火箭军第六十七基地。

## 编制
2017年组建的火箭军第六十七基地下辖：
- 第六七一旅
- 第六七二旅
- 第六七三旅
- 第六七四旅
- 第六七五旅
- 第六七六旅

## 历任领导
中国人民解放军火箭军第二十二基地
| 司令员 - 贾乾瑞（1960年—1979年1月） - 洪有道（？—？） - 崔勇志（？—？） - 尹鸿勤 少将（？—？） - 张艾 少将（？—1994年12月） - 董庆福 少将（1994年12月—1998年12月） - 李启胜 少将（1998年12月—2005年1月） - 李宗德 少将（2005年1月—2009年12月） - 康宏贵 少将（2009年12月—？） - 莫俊鹏 少将（2012年—2015年1月） - 李晓宏 少将（2015年—2017年） 副司令员 …… - 张志友 少将（1992年10月—1996年12月） - 王辰生 大校（2002年1月—？） - 马奖功 大校（2006年1月—？） - 韩广兴 大校（？—？） - 刘义 大校（？—？） - 李晓宏 少将（？—2015年） - 周荣 大校（？—？） | 政治委员 - 姚书梅（1962年1月—1979年4月） - 田园（？—？） - 史可信（？—1985年8月） - 孙福 少将（1985年8月—1990年6月） - 陆锡良 少将（1990年6月—？） - 贾文先 少将（？—？） - 李同茂 少将（1995年12月—1997年3月） - 张春发 少将（1997年—？） - 袁有望 少将（1998年12月—2002年） - 吕义胜 少将（2002年—？） - 王俊臣 少将（2003年6月—2009年1月） - 孔繁顺 少将（2009年1月—2010年12月） - 王定放 少将（2010年—？） - 杨传松 少将（？—2013年9月） - 孙旦平 少将（2013年9月—？） 副政治委员 …… - 孙雨林 少将（1985年8月—1990年6月） - 尉耀玖 少将（1985年8月—1990年7月） - 高志民 少将（1985年8月—1992年9月） - 韩瑞林 大校（2000年12月—2004年12月） - 刘保进 大校（2001年7月—？） - 徐远林 大校（2002年1月—？） - 王光林 大校（2002年12月—？） - 万中山 大校（？—2017年，兼纪委书记） |

| 参谋长 - 刘风（？—？） - 范志赤（？—？） - 韩振河（？—？） - 董庆福 少将（？—？） - 李启胜 少将（1994年12月—1998年12月） - 李传广 大校（2002年1月—2004年12月） - 陈楚华 大校（2004年12月—？） - 田中 大校（？—？） - 薛今峰 大校（？—2016年） | 政治部主任 - 陈维周（？—？） - 刘丁甫（？—？） - 徐志一（？—？） - 王振武（？—？） - 陆锡良 少将（？—？） - 韩瑞林 大校（1995年12月—1997年12月） - 王光林 大校（1997年12月—2003年12月） - 马力 少将（2003年12月—？） - 王林生 大校（？—？） - 石大庆 大校（？—？） |

| 总工程师 …… - 昌旭东 少将（1998年10月—？） - 张彪 少将（？—？） - 周喜 少将（？—？） …… | 副总工程师 …… - 穆若志 少将（1998年10月—2006年7月） - 戴鹏志 少将（2004年4月—？） - 陈礼国 少将（？—？） …… |

中国人民解放军火箭军第六十七基地
| 司令员 副司令员 | 政治委员 副政治委员 |

| 参谋长 | 政治工作部主任 |

| 总工程师 | 副总工程师 |